# Armapur Estate
Armapur Estate là một thị trấn thống kê (census town) của quận Kanpur Nagar thuộc bang Uttar Pradesh, Ấn Độ.

## Nhân khẩu
Theo điều tra dân số năm 2001 của Ấn Độ, Armapur Estate có dân số 20.797 người. Phái nam chiếm 54% tổng số dân và phái nữ chiếm 46%. Armapur Estate có tỷ lệ 80% biết đọc biết viết, cao hơn tỷ lệ trung bình toàn quốc là 59,5%: tỷ lệ cho phái nam là 87%, và tỷ lệ cho phái nữ là 71%. Tại Armapur Estate, 9% dân số nhỏ hơn 6 tuổi.